# Costa Dourada

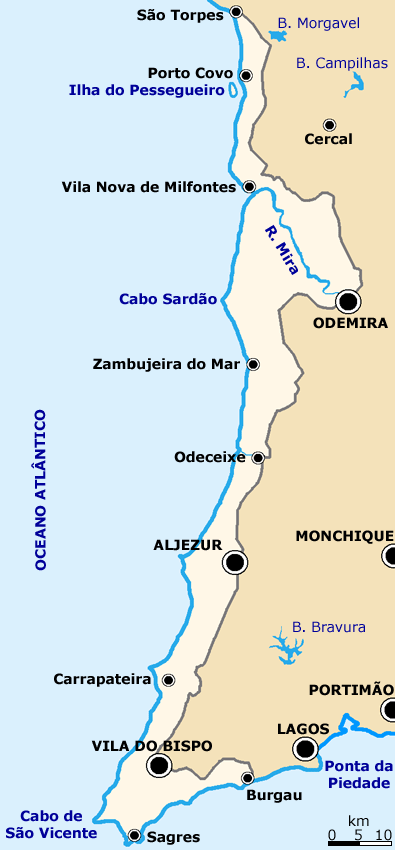
Granice Parque Natural do Sudoeste Alentejano e Costa Vicentina, stanowiącego niemal cały odcinek Costa Dourada

Costa Dourada – region turystyczny w południowo-zachodniej Portugalii (w granicach administracyjnych dystryktu Setúbal, dystryktu Beja i dystryktu Faro), rozciągający się wzdłuż wybrzeża Oceanu Atlantyckiego, od Sines na północy do Przylądka Świętego Wincentego na południu (fragment Costa Dourada na południe od Aljezur bywa również nazywany Costa Vicentina).
Od północy przylega do Costa da Galé, a na Przylądku Świętego Wincentego przechodzi w Costa do Algarve.
Niemal cały odcinek Costa Dourada zlokalizowany jest w granicach Parque Natural do Sudoeste Alentejano e Costa Vicentina (poza obrębem parku znajduje się tylko zabudowa miasta Sines).
Linia brzegowa Costa Dourada jest niezwykle urozmaicona, bowiem niewielkie, piaszczyste plaże poprzerywane są kilkudziesięciometrowymi klifami i różnokształtnymi formacjami skalnymi.

## Galeria

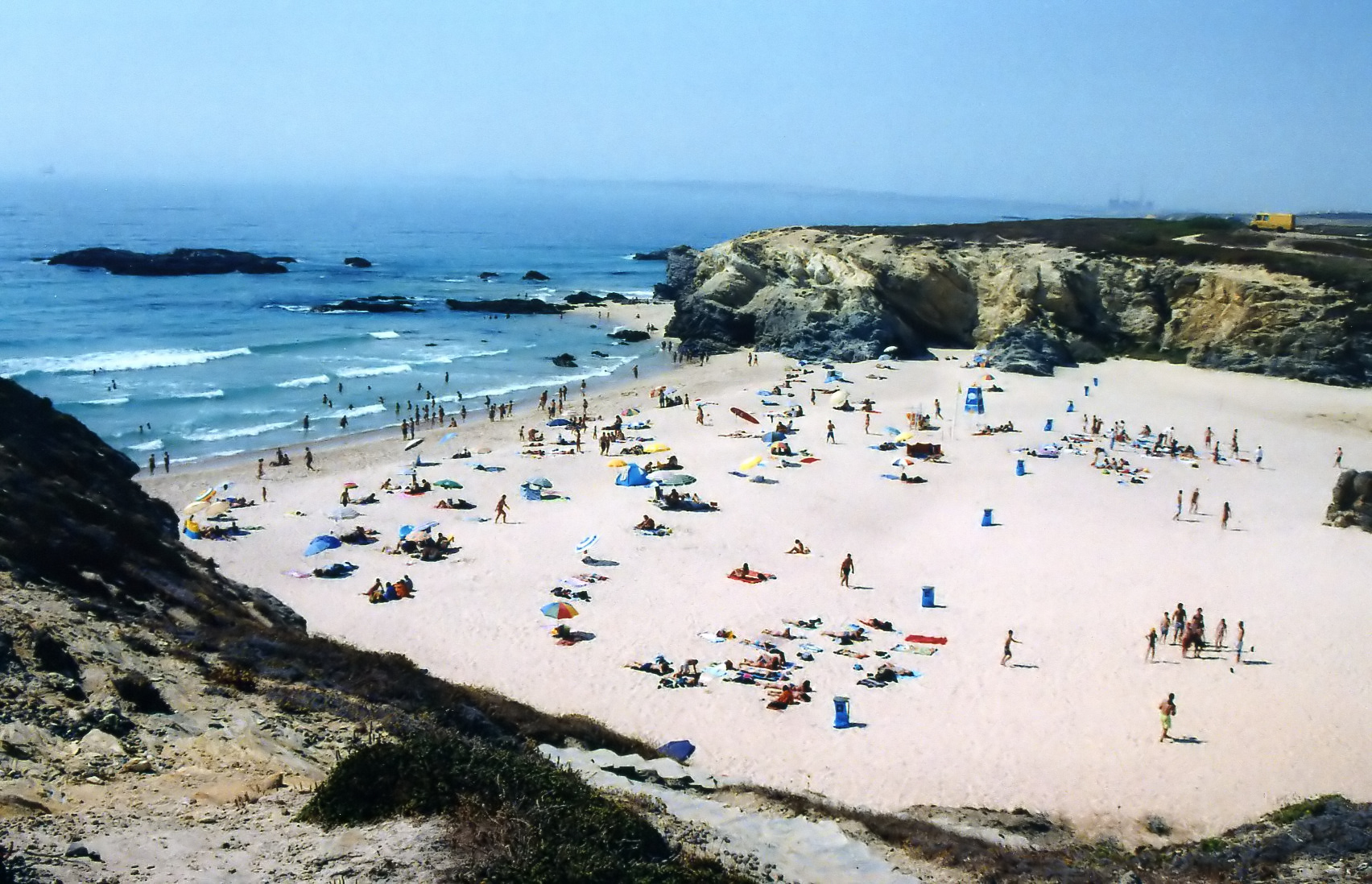
Praia Grande w kurorcie Porto Covo.
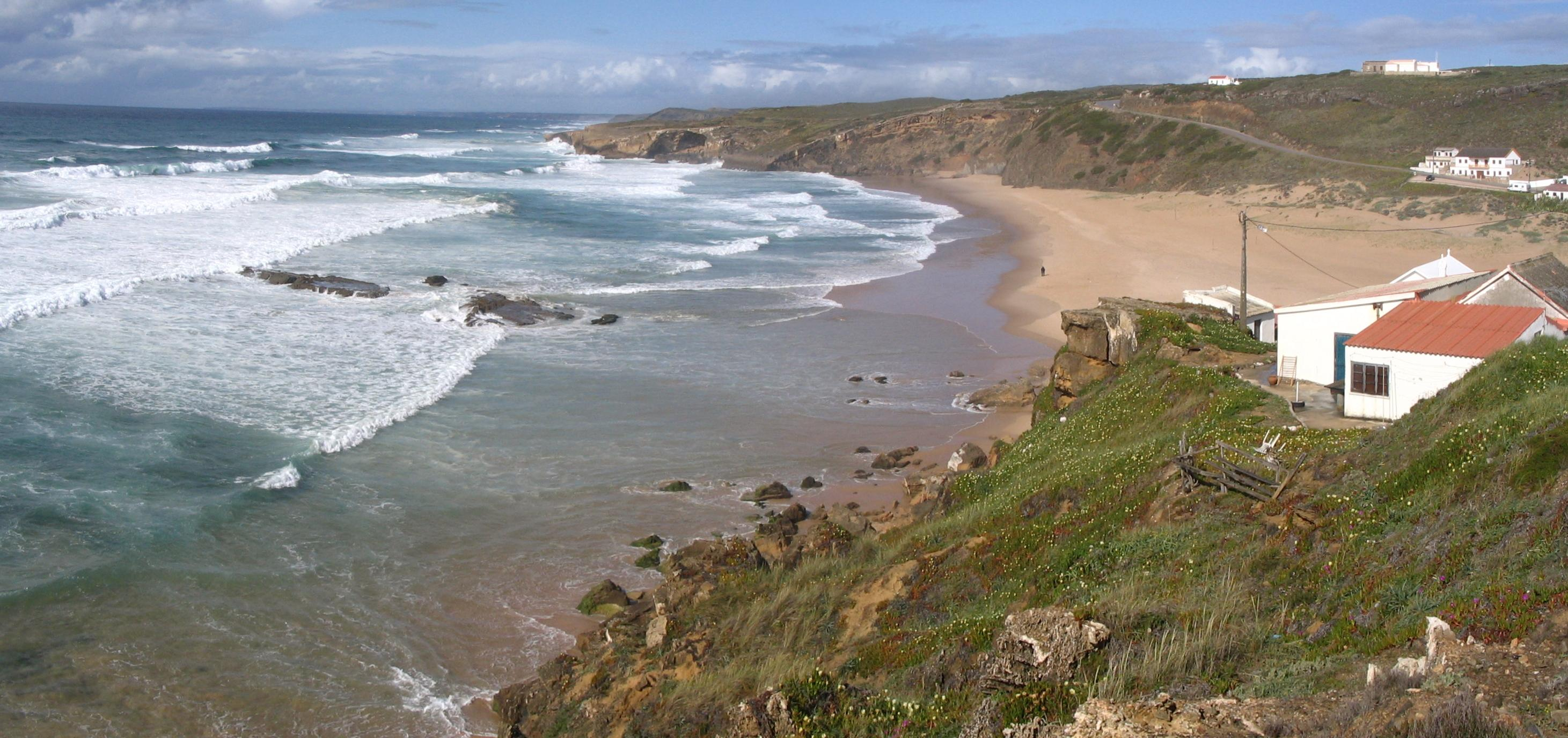
Praia do Monte Clerigo w Aljezur.
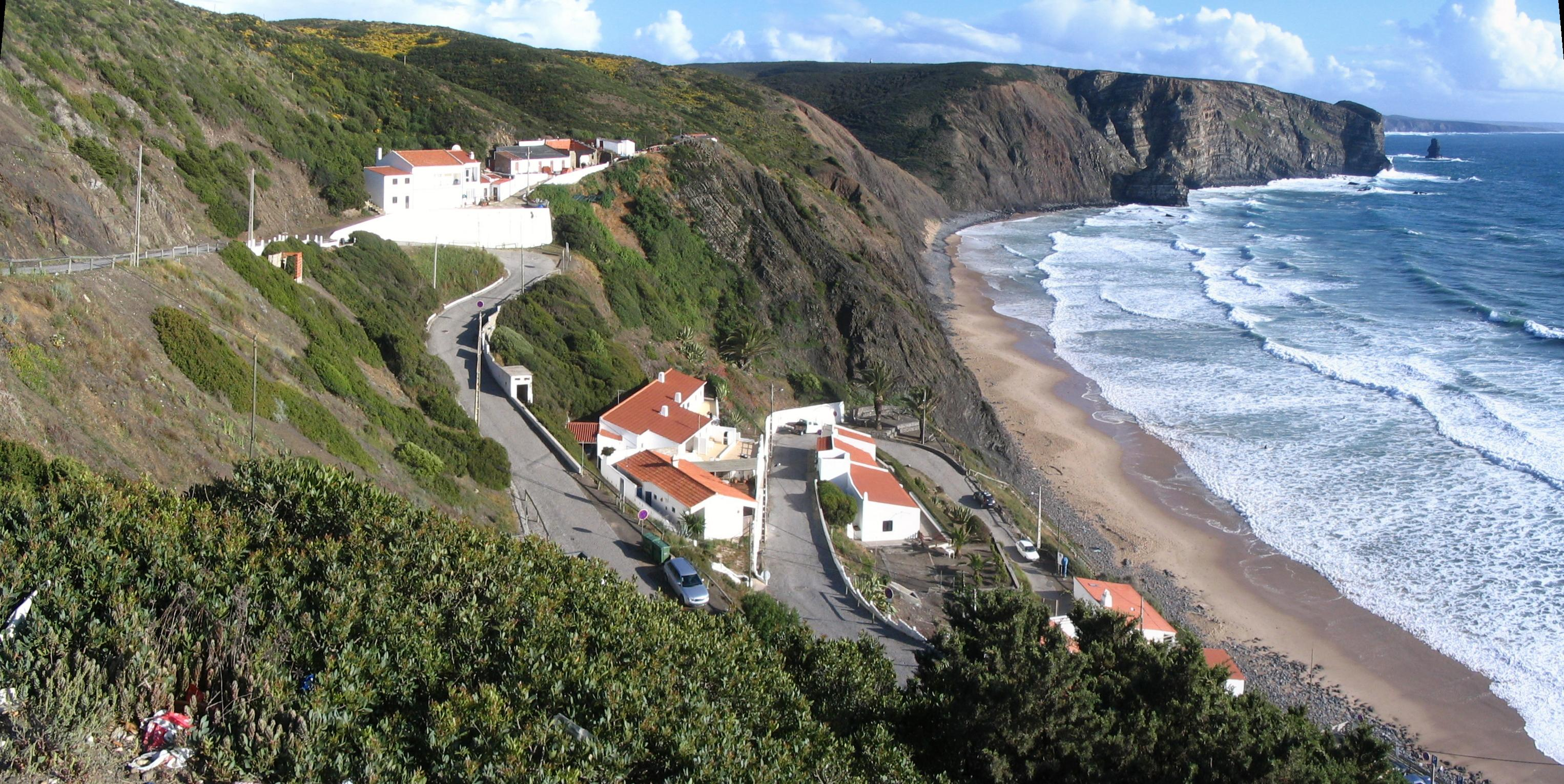
Praia da Arrifana w Aljezur.
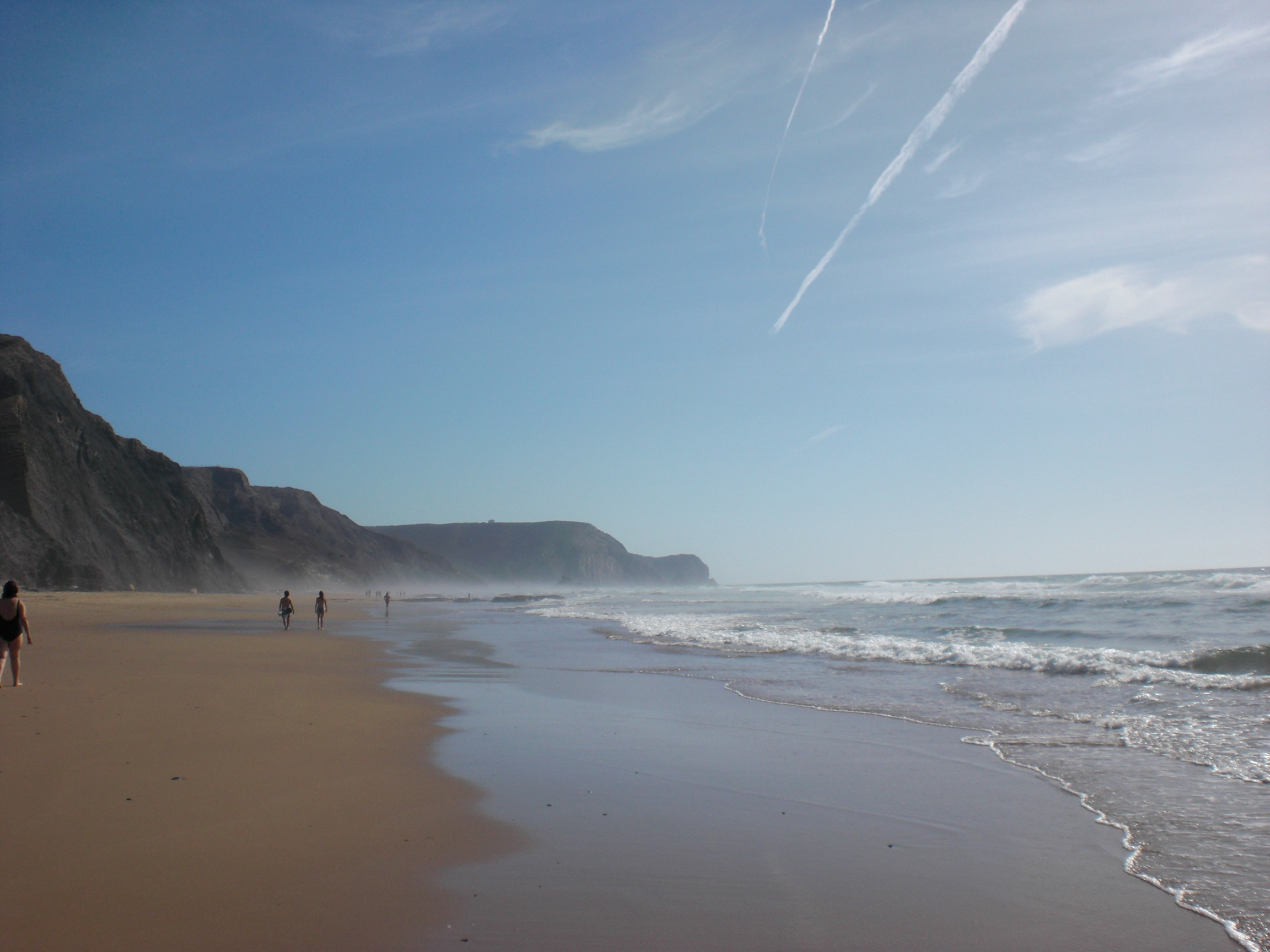
Jedna z plaż na Costa Vicentina.
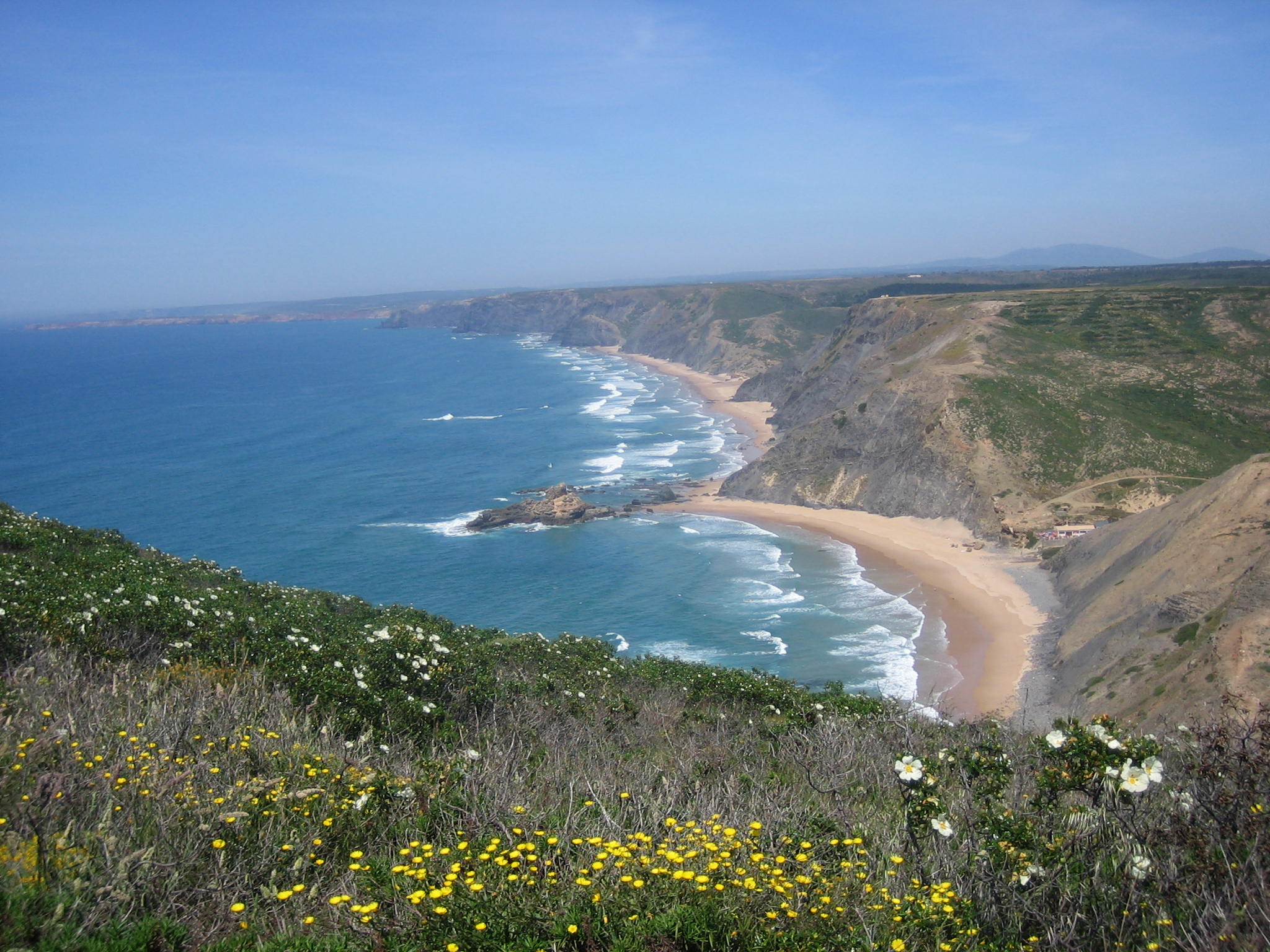
Praia do Castelejo nieopodal Vila do Bispo.